# Anne-Marie Roux-Colas
Anne-Marie Roux-Colas (née Anne-Marie Roux à Nevers le 10 août 1898 et morte à Nogent-sur-Marne le 17 janvier 1993) est une sculptrice française, spécialisée dans l'art religieux.

## Biographie
Anne-Marie Roux-Colas était proche de l'architecte Jacques Barge et de l'artiste peintre Marthe Flandrin avec lesquels elle eut l'occasion de travailler. Ils furent tous trois membres de l'association des catholiques des Beaux-Arts. Sa plus grande réalisation fut sa participation à la construction de l'église Sainte Odile à Paris.
En 1932, elle participa avec l'architecte Jacques Barge, l'artiste peintre Marthe Flandrin, l'émailleur Robert Barriot et le maitre verrier François Décorchemont à l'exposition d'Art religieux moderne de Rouen. Tous ces artistes participèrent à ses côtés de la construction de l'église Sainte Odile de Paris.

## Œuvres

### Collections publiques
Albert (Somme)
- Basilique Notre-Dame de Brebières : 
  - Sainte Thérèse de Lisieux
  - Sainte Jeanne d'Arc
  - Vierge de Pitié

Amiens (Somme)
- Conservatoire de Musique, façade[3]
  - bas-relief : la peinture et la sculpture
  - bas-relief : le théâtre et la musique
- Musée de Picardie : Poilu gisant[4] (1927)

Assevillers (Somme)
- Église Notre-Dame-de-l'Assomption : bas-relief du tympan du portail représentant le Christ

Blois (Loir-et-Cher)
- Basilique Notre-Dame-de-la-Trinité : Notre Dame de la Trinité

Cachan (Val-de-Marne)
- Église Sainte-Germaine : sainte Germaine de Pibrac

Coullemelle (Somme)
- Église Saint-Nicolas[5] : décor sculpté du portail et chapiteaux intérieurs

Épinay-sur-Seine (Seine-Saint-Denis)
- Église Notre-Dame-des-Missions-du-cygne-d'Enghien[2] : Les Béatitudes, quatre bas-reliefs provenant du pavillon des missions catholiques, à l'Exposition coloniale de Paris en 1931

Goussainville (Val-d'Oise)
- Église Saint-Michel[6] : La Foi, l'espérance et la charité, trois statues en ciment blanc, allégories féminines des vertus théologales installées sur le mur extérieur du chevet

Paris
- Église Sainte-Odile [2] : 
  - Tympan, sculpté en 1936, représentant Sainte Odile introduite au Paradis par la Vierge[2],[7].
  - Chapiteaux de la nef et du chœur[2], évoquant les quatre évangélistes[2],[8].
  - Bas-relief sous les vitraux (représentant une procession)[2].
  - Statue de la Vierge à l'Enfant[7] et de Sainte Rita de Cascia (en pierre)[2].
  - Sainte Thérèse de l'Enfant-Jésus (en plâtre)[2], gravement et volontairement détériorée [9], remplacée par une statue sulpicienne de la même sainte.
  - Sainte Odile (statue en marbre)[2]

Paris
- Église Saint-François-de-Sales : 
  - saint Antoine de Padoue
  - Anges au bénitier

Pau (Pyrénées-Atlantiques)
- Église Saint-Joseph[10] (1935) :
  - Saint Michel
  - Sainte Jeanne d'Arc

### Autres sculptures[Où?]
- Saint François d'Assise
- Saint Sébastien
- Sainte Catherine
- Saint Pierre Fourier
- Notre-Dame de la J.O.C.

## Publications
- Les Statues religieuses, L. De Matteis, (vers 1931), 20 pages
- Le Chevalier d'Estagel, Diabas, collection Histoires et territoires